# Арунас Валінскас

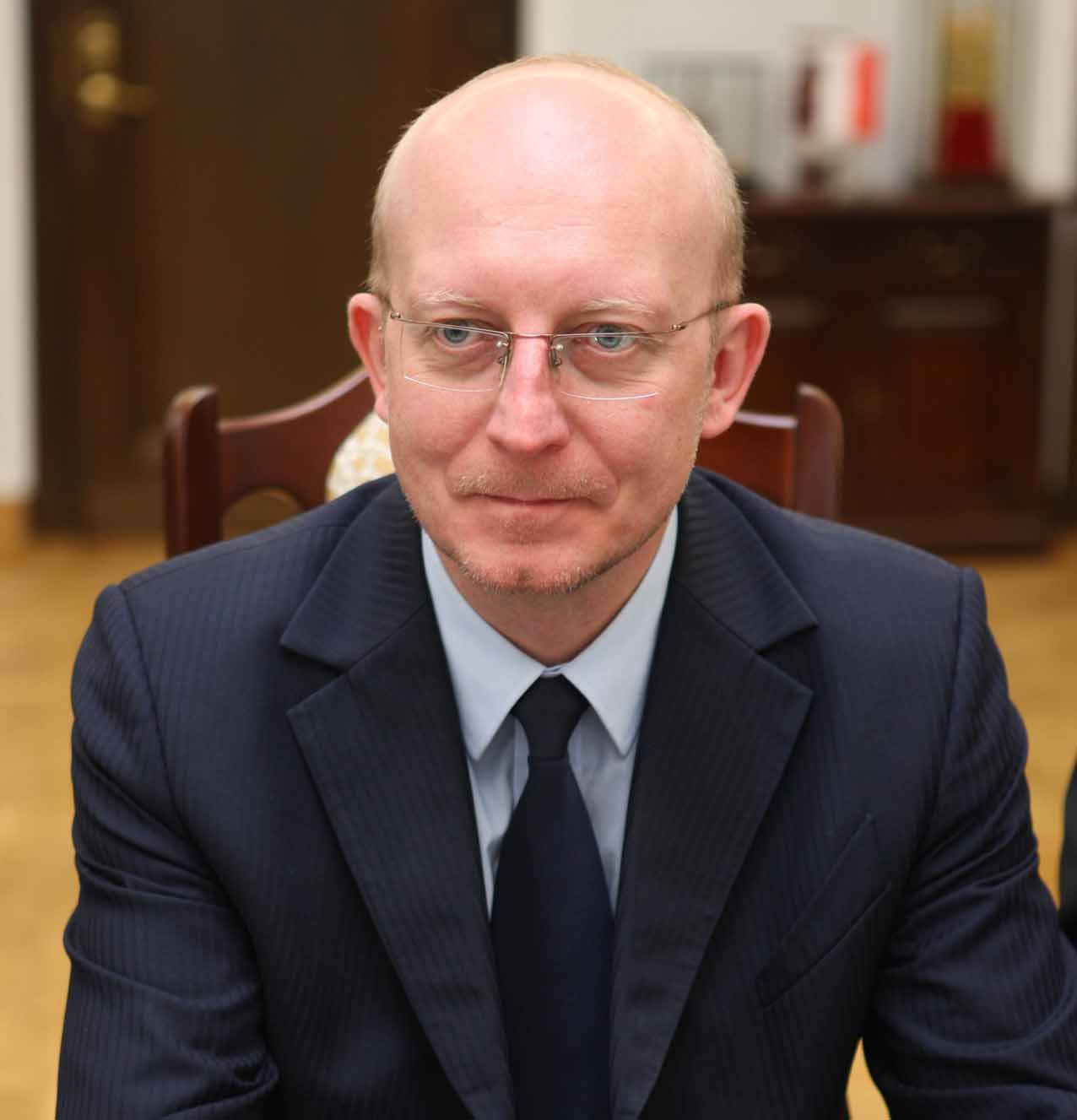
Арунас Валінскас

Ару́нас Валінскас (лит. Arūnas Valinskas; нар. 28 листопада 1966, Лаздияй) — литовський політик, телеведучий, продюсер. Член литовського парламенту (Сейму), лідер Партії національного відродження. Засновник телевізійних програм — «Арена» („Arena“), «Так і ні» („Taip ir Ne“), «Шоу велосипеда» („Dviračio šou“), ведучий музичних шоу «Шлях до зірок» („Kelias į žvaigždes“), «Зоряна брама» („Žvaigždžių vartai“), телегри «Шість нулів — мільйон» („Šeši nuliai — milijonas“). Організатор різноманітних шоу і заходів.

## Освіта
Закінчив 12 СШ із золотою медаллю і поступив до Вільнюського університету на юридичний факультет.
1987 — був виключений зі списку студентів через поведінку, «не сумісну із званням совєцького студента».
1988—1991 повернувся до навчання і потім у 1990—1992 через концертний графік знову був виключений. Закінчив у 2000 (за іншими свідченнями, зокрема, із офіційного життєпису — 2002). Навчався на заочному відділенні юридичного факультету, успішно захистив роботу «Теорії покарання», отримав ступінь магістра та спеціалізацію «Карне право».
1999 визнаний винним за статтею Карного кодексу за хибне повідомлення про бомбу у готелі, де було весілля відомих литовських зірок естради.

## Політична кар'єра
У квітні 2008 взяв участь у створенні Партії національного відродження, був її головою.
2008 — на Парламентських виборах партія стала третьою за популярністю, набрала 16 мандатів.
На першому засіданні нового Сейму після другого голосування Арунас Валінскас був обраний спікером; за його кандидатуру проголосувало 79 членів парламенту, проти — 58 (при першому голосуванні його кандидатура набрала 67 «за», 69 — «проти», один бюлетень виявився зіпсований).
15 вересня 2009 після голосування в Сеймі був знятий з посади спікера; за зняття проголосувало 90 членів парламенту, проти 20 і 9 бюлетенів зіпсовані.

## Сімейний стан
Дружина Інґа (Інґріда Інґа — сценічний псевдонім) — телеведуча, співачка. Має двох синів — Арунаса та Шарунаса.